# Národní centrum kosmického výzkumu
Národní centrum kosmického výzkumu (francouzsky Centre National d'Études Spatiales, CNES) je francouzská vládní kosmická agentura. Založena byla roku 1961 tehdejším prezidentem Francie Charlesem de Gaulle, sídlo ředitelství je v Paříži. Podléhá ministrům obrany a vědy a výzkumu.
Soustřeďuje se na zajištění přístupu do vesmíru, vědecký výzkum vesmíru, vývoj kosmických technologií a podporu jejich civilního i vojenského využití.
Provozuje kosmodrom Guyanské kosmické centrum v Kourou ve Francouzské Guyaně. V letech 1965–1967 využívala kosmodrom Hammaguir v Alžírsku. K vypouštění kosmických sond a družic používá kromě vlastních nosných raket Ariane také nosiče jiných agentur. Od počátku 80. let 20. století disponovala vlastní skupinou kosmonautů, ti však v letech 1998–2002 přešli do sboru astronautů Evropské kosmické agentury.